# Ching Yung Cheng
Ching Yung Cheng (o  Jing Rong Chang) ( 1918 - ) es un botánico chino, que trabajó académicamente en la Universidad de Medicina de Pekín; y que hizo estudios de la familia Celastraceae de China.

## Algunas publicaciones
- 1983. A synopsis of the Chinese species of Asarum (Aristolochiaceae)

### Libros
- hua-shing Kiu, shu-mei Hwang, pui-cheung Tam, yeou-ruenn Ling, te-lin Wu, pang-yu Cheng, ching yung Cheng, chuh-shu Yang. 1988. Flora reipublicae popularis Sinicae delectis florae reipublicae popularis Sinicae agendae academiae Sinicae edita: Tom 24. Angiospermae. Dicotyledoneae. Podostemaceae-Balanophoraceae. Volumen 24 de Flora reipublicae popularis Sinicae. Ed. Science Press. 296 pp. ISBN 7030000072
- 1948. Studies in the families, magnoliaceae, illiciaceae and schisandraceae of Szech'uan, China. Ed. University of Tennessee. 79 pp.

## Honores

### Epónimos
- (Berberidaceae) Dysosma chengii (S.S.Chien) M.Hiroe[2]
- (Cupressaceae) Biota chengii Bordères & Gaussen[3]
- (Lauraceae) Lindera chengii H.P.Tsui[4]
- (Pinaceae) Abies chengii Rushforth[5]
- (Rosaceae) Aria chengii (C.J.Qi) H.Ohashi & Iketani[6]
- (Rosaceae) Sorbus chengii C.J.Qi[7]
- (Thelypteridaceae) Cyclosorus chengii Ching ex K.H.Shing & J.F.Cheng[8]

- La abreviatura «C.Y.Cheng» se emplea para indicar a Ching Yung Cheng como autoridad en la descripción y clasificación científica de los vegetales.[9]